# NWE
NWE（Nu-Wrestling Evolution）は、かつて存在したイタリアのプロレス団体。

## 歴史
2005年、キシが設立して旗揚げ戦を開催。
一時期はスペイン、イギリス、マルタなど国外にも進出していた。
2013年、活動停止。

## タイトル
- NWE世界ヘビー級王座
- NWE世界クルーザー級王座

## 所属選手
- キシ
- ノヴァ
- ヴィトー